# Brocchinia wurdackiana
Brocchinia wurdackiana là một loài thực vật có hoa trong họ Bromeliaceae. Loài này được B.Holst mô tả khoa học đầu tiên năm 1997.